# 印度长尾鼩
印度长尾鼩（学名：Episoriculus leucops）也称大长尾鼩鼱，为鼩鼱科大長尾鼩屬的动物。分布于印度，缅甸，尼泊尔，越南以及中国大陆云南、四川等地。该物种的模式产地在尼泊尔。

## 亚种
- 印度长尾鼩四川亚种（学名：Episoriculus leucops irene），Thomas于1911年命名。在中国大陆，分布于云南、四川等地。该物种的模式产地在四川乡城。[3]